# تامستن (ایالت مین)
تهوماستون(به انگلیسی: Thomaston) شهری در ایالت مین کشور ایالات متحده آمریکا است که جمعیت آن در سرشماری سال ۲۰۱۰ میلادی، ۱٬۸۷۵ نفر بوده‌است.